# Festival RTP da Canção 1998
O XXXIV Festival RTP da Canção 1998 foi o trigésimo quarto Festival RTP da Canção e teve lugar no dia 7 de março de 1998 no Teatro São Luís, em Lisboa.
Os apresentador foram Lúcia Moniz e Carlos Ribeiro.

## Festival
Neste ano a RTP convidou a Associação Fonográfica Portuguesa, a Associação Fonográfica Independente e alguns compositores individuais a apresentarem originais para o Festival da Canção. A estação pública de televisão recebeu 29 propostas que, após audição pelo júri de seleção, deram origem às oito canções finalistas que a 7 de março desfilaram no Teatro São Luís, em Lisboa. O cenário foi da responsabilidade do arquiteto Conde Reis, sendo que este foi buscar inspiração à simbiose entre a flauta dos Andes e os órgãos tradicionais das igrejas.
Este espetáculo decorreu sob a égide da comemoração dos 100 anos do ator Vasco Santana. Os apresentadores Lúcia Moniz e Carlos Ribeiro e os intérpretes foram vestidos pelo estilista José Carlos.
A primeira parte foi ocupada com o desfile das oito canções finalistas defendidas por Sofia Barbosa, Carlos Évora, Teresa Radamanto, Ana Isabel, Ana Ritta, Janot, Axel e Alma Lusa, sempre com separadores feitos com excertos de filmes em que Vasco Santana participou.
Na segunda parte teve lugar a Homenagem a Vasco Santana da autoria de Filipe La Féria com Carlos Paulo, Fernando Gomes, Helena Isabel, João Ricardo, José Manuel Rosado, Maria Vieira, Rita Ribeiro, Adelaide Ferreira, Anabela, Henrique Feist, Miguel Teixeira, Sílvia Margarida e Wanda Stuart.
A terceira parte foi o momento das escolhas e em 1998 a RTP dispensou o júri distrital e também o televoto e nomeou cinco personalidades para decidirem tudo. Assim, Maria do Rosário Domingues, João Filipe Barbosa, Nuno Galopim, Paulo de Carvalho e Sara Tavares entregaram o Prémio de Interpretação, neste ano passou a ser denominado por Prémio Melo Pereira, a Carlos Évora, pela defesa do tema "Saudade que eu sou", com 4 votos.
A vitória foi atribuída por unanimidade à canção "Se Eu Te Pudesse Abraçar" da autoria de José Cid interpretada por Alma Lusa, cuja vocalista foi Inês Santos.
| #  | Artista          | Canção                     | Música (m) / Letra (l)                                           | Pontuação | Classificação |
| -- | ---------------- | -------------------------- | ---------------------------------------------------------------- | --------- | ------------- |
| 1º | Sofia Barbosa    | "Uma lua em cada mão"      | Jorge Quintela (m), José Fanha (l)                               | 29        | 3º            |
| 2º | Carlos Évora     | "Saudade que eu sou"       | João Balula Cid (m), José Fanha (l)                              | 25        | 5º            |
| 3º | Teresa Radamanto | "Só o mar ficou"           | João Mota Oliveira (m), Nuno Gomes dos Santos (l)                | 32        | 2º            |
| 4º | Ana Isabel       | "O encanto da sereia"      | Eduardo Paes Mamede (m), José Fanha (l)                          | 27        | 4º            |
| 5º | Ana Ritta        | "Basta só um olhar"        | José Orlando (m), Carlos Soares (l)                              | 8         | 7º            |
| 6º | Janot            | "Aqui ou além"             | Janot e Carlos Maria de Carvalho (m), Pedro Malaquias (l)        | 7         | 8º            |
| 7º | Axel             | "Só, à tua espera"         | Carlos Soares, Jorge do Carmo e Fernando Correia Martins (m & l) | 17        | 6º            |
| 8º | Alma Lusa        | "Se eu te pudesse abraçar" | José Cid (m & l)                                                 | 50        | 1º            |